# Elling Bekken
Elling Andersen Bekken, parfois orthographié Baekken, né le 1er octobre 1840 et mort en 1909, est un skieur nordique norvégien.
Considéré comme un pionnier du ski, il a remporté de nombreuses courses dans les années 1860.

## Biographie

### Enfance
Elling Bekken est né le 1er octobre 1840. Il est le plus jeune enfant d'Anders Olsen et Gunhild Ellingsdatter,. La famille habite à Rallerud (no). Très jeune, il travaille avec ses parents qui sont agriculteurs et forestiers et il fait du ski notamment pour se déplacer. En janvier 1865, il se marie avec Pauline Bjørnsdatter.

### Carrière sportive
En février 1865, il participe à une course à Ytre Soknedalen (no) avec 25 skieurs participants. Ils ne sont que deux à finir la course et Elling Bekken l'emporte.
Le 25 février 1866, il participe à un concours de saut à ski à Hønefoss. D'après le Ringerikes Blad (no), il impressionne la foule avec un saut d'environ 20 alens (en). Le 18 mars 1866, une course ouverte à tous est organisé à Oslo. Elle aurait été organisée par le journal Aftenbladet (en) avec le soutien du Christiania Vaabenøvelsesforening présidé par 
Jørgen Gjerdrum (no),. La course a lieu à Iversløkken à proximité de l'église d'Aker (en). La compétition rassemble environ 2 000 spectateurs sur les 40 000 habitants de la ville. Elling Bekken y est invité en raison de ces victoires dans le district d'Hønefoss. Des étudiants comme Johannes Holmboe ou Oscar Nissen (en) participent ainsi que des Anglais habitant Oslo,. Le concours a la forme d'une course à élimination (les athlètes sont éliminés dès qu'il manque un saut) et c'est Johannes Holmboe qui s'impose devant Elling Bekken. Les spectateurs organisent une collecte afin de remercier Eilling Bekken de sa présence. Il rentre chez lui à 80 km environ et il remporte une autre course à proximité de chez lui quelques jours plus tard.
L'année suivante, Eilling Bekken participe à nouveau aux courses d'Iversløkken et cette fois il termine troisième. En 1867, il quitte Haukedalseie pour s'installer à Røsbyeie à Soknedalen (no). En 1868, les courses sont organisées par le Centralforeningen (no) avec des récompenses attractives. Sondre Norheim, alors âgé de 43 ans, fait 200 km pour participer à la compétition et il l'emporte devant Elling Bekken,. Fritz R. Huitfeldt se fait remarquer lors de cette édition de la compétition.
A la fin des années 1860 ou au début des années 1870, il déménage à Oslo où il devient employé à la Nydalens Compagnie (en) dirigé par Otto Gjerdrum (en),,. En 1875, il participe pour la dernière fois aux courses d'Iversløkken et il s'y classe onzième. Eilling Bekken  participe à sa dernière course en 1876. Il s'agit d'une course entre employé de la Nydalens Compagnie avec la présence du roi Oscar II. Ensuite, il devient entraîneur de ski à Oslo.
Une paire de ses skis appartiendraient au Musée du ski d'Holmenkollen (en).